# Henry Hull Carlton

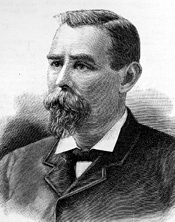
Henry Hull Carlton

Henry Hull Carlton (* 14. Mai 1835 in Athens, Georgia; † 26. Oktober 1905 ebenda) war ein US-amerikanischer Politiker. Zwischen 1887 und 1891 vertrat er den Bundesstaat Georgia im US-Repräsentantenhaus.

## Werdegang
Henry Carlton besuchte die öffentlichen Schulen seiner Heimat und studierte danach zwei Jahre lang an der University of Georgia in Athens. Nach einem anschließenden Medizinstudium am Jefferson Medical College in Philadelphia und seiner 1857 erfolgten Zulassung als Arzt begann er in diesem Beruf zu arbeiten. Diese Tätigkeit sollte er bis 1872 ausüben.
Seine medizinische Arbeit wurde durch den Bürgerkrieg unterbrochen, an dem er als Offizier der Artillerie im Heer der Konföderation teilnahm. Bei Kriegsende hatte er den Rang eines Majors erreicht. Nach dem Krieg begann Carlton als Mitglied der Demokratischen Partei eine politische Laufbahn. Zwischen 1873 und 1877 saß er als Abgeordneter im Repräsentantenhaus von Georgia, dessen Präsident er im Jahr 1877 wurde. Im Jahr 1880 wurde er Herausgeber und Eigentümer der Zeitung „Athens Banner“.
Nach einem Jurastudium und seiner im Jahr 1881 erfolgten Zulassung als Rechtsanwalt begann er in Athens in seinem neuen Beruf zu arbeiten. In den Jahren 1881 und 1882 war er außerdem juristischer Vertreter seiner Heimatstadt. Von 1884 bis 1885 war Carlton Mitglied und Präsident des Senats von Georgia. Bei den Kongresswahlen des Jahres 1886 wurde er im achten Wahlbezirk seines Staates in das US-Repräsentantenhaus in Washington, D.C. gewählt, wo er am 4. März 1887 die Nachfolge von Seaborn Reese antrat. Nach einer Wiederwahl konnte er bis zum 3. März 1891 zwei Legislaturperioden im Kongress absolvieren.
Im Jahr 1899 war Henry Carlton noch einmal Abgeordneter im Repräsentantenhaus von Georgia. Während des Spanisch-Amerikanischen Krieges von 1898 war er trotz seines Alters Major im Stab des Generalinspekteurs. Anschließend wurde er in der Versicherungsbranche tätig. Henry Carlton starb am 26. Oktober 1905 in seinem Geburtsort Athens.